# 凹唇鸟巢兰
凹唇鸟巢兰（学名：Neottia papilligera）为兰科鸟巢兰属下的一个种。

## 扩展阅读
- 维基共享资源上的相關多媒體資源：凹唇鸟巢兰
- 維基物種上的相關：凹唇鸟巢兰